# Мартинес, Мигель Анхель
Мигель Анхель Мартинес (исп. Miguel Ángel Martínez; родился 19 января 1984 года, Асуль, Аргентина) — аргентинский футболист, защитник.

## Клубная карьера
Мартинес — воспитанник клуба «Расинг» из Авельянеды. В 2001 году он переехал в Испанию, где занимался в футбольных академиях «Атлетико Мадрид» и «Хетафе». В 2004 году Мигель вернулся в «Расинг», но так и не смог пробиться в основу, играя за дубль и молодёжную команду. В 2006 году Мартинес подписал контракт с клубом «Бельграно». 26 ноября в матче против «Лануса» он дебютировал в аргентинской Примере. В 2007 году клуб вылетел из элиты, но Мигель остался в команде.
Летом 2008 года Мартинес перешёл в мексиканский «Леон». 3 августа в матче против «Гуэррерос» он дебютировал в Лиге Ассенсо.
В начале 2009 года Мигель присоединился к «Атланте», заменив покинувшего Канкун Хавьера Мустафу. 18 января в матче против «Толуки» Мартинес дебютировал в мексиканской Примере. 12 апреля в поединке против «Гвадалахары» он забил свой первый гол за «Атланте». Мигель быстро завоевал место в основу и в том же году помог клубу из Канкуна выиграть Лигу чемпионов КОНКАКАФ.
Летом 2010 года Мартинес перешёл в «Хагуарес Чьяпас», куда его пригласил бывший тренер «Атланте». 25 июля в матче против «Некаксы» он дебютировал за новую команду. 23 октября 2011 года в поединке против «Сан-Луиса» Мартинес забил свой первый гол за «ягуаров». В том же году после ухода Джексона Мартинеса, Мигель был выбран капитаном команды. Летом 2013 года «Хагуарес» был расформирован и он стал свободным агентом. В начале 2014 года Мартинес подписал контракт с клубом «Керетаро». 4 января в матче против «Монаркас Морелия» он дебютировал за новый клуб. В этом же поединке Мигель забил свой первый гол за «Керетаро». В 2014 году Мартинес получил мексиканское гражданство, в силу того, что он долгое время проживал в Мексике. В 2015 году Мигель помог клубу завоевать серебряные медали чемпионата.

## Достижения
Командные
 «Атланте»
- Обладатель Кубка чемпионов КОНКАКАФ — 2008/2009